# Cyrurgie

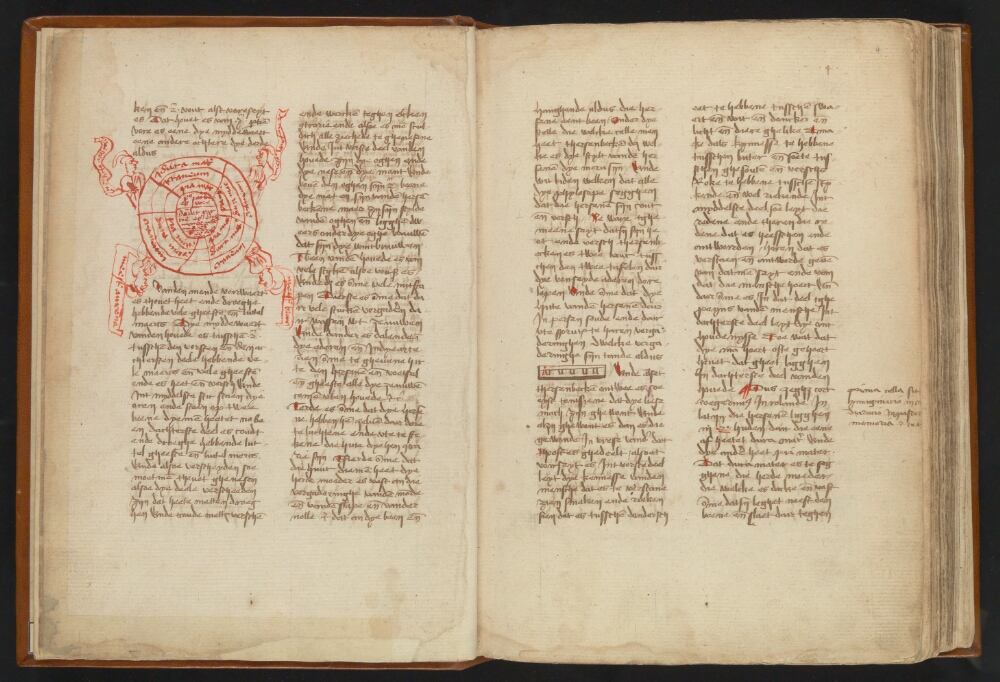
Fragment uit het manuscript "Cyrurgie" van meester Jan Yperman. Vervaardigd in de Nederlanden, midden 15e eeuw.

Cyrurgie is de officiële naam van handschrift 1273 dat bewaard wordt in de Universiteitsbibliotheek Gent. Het manuscript werd vervaardigd in het midden van de vijftiende eeuw, in de Nederlanden. Wie de kopiist was in onbekend, maar het gaat terug op een Middelnederlands origineel van Jan Yperman.

## Het handschrift
Dit handschrift, afkomstig uit de nalatenschap van F.A. Snellaert, is geschreven op papier, dat volgens het watermerk uit het midden van de 15de eeuw afkomstig is. Men vindt gelijkaardige papieren tussen de jaren 1435 en 1465 herhaaldelijk in de Archieven van Holland, Brabant en Zeeland terug. Het handschrift bestaat uit 164 bladen, en is beschreven in twee kolommen, die door lijnen begrensd zijn. Het schrift is tamelijk slordig doch goed leesbaar. De initialen zijn rood, evenals de titels der hoofdstukken.
Het handschrift is door de kopiist zelf met Arabische cijfers gefolieerd en wel in twee reeksen. Verder zijn er geen sporen van signaturen; wel is elk katern voorzien van een custode. Het handschrift is van tal van afbeeldingen in rood en zwart voorzien. Het aantal afgebeelde instrumenten bedraagt niet minder dan 98, maar daaronder bevinden zich enige die meer dan eens herhaald zijn, zoals naalden, messen, brandijzers, beitels en hamers. Behalve deze figuren treft men nog enige andere aan, die deels op de anatomie, deels op andere zaken betrekking hebben.

## Inhoud

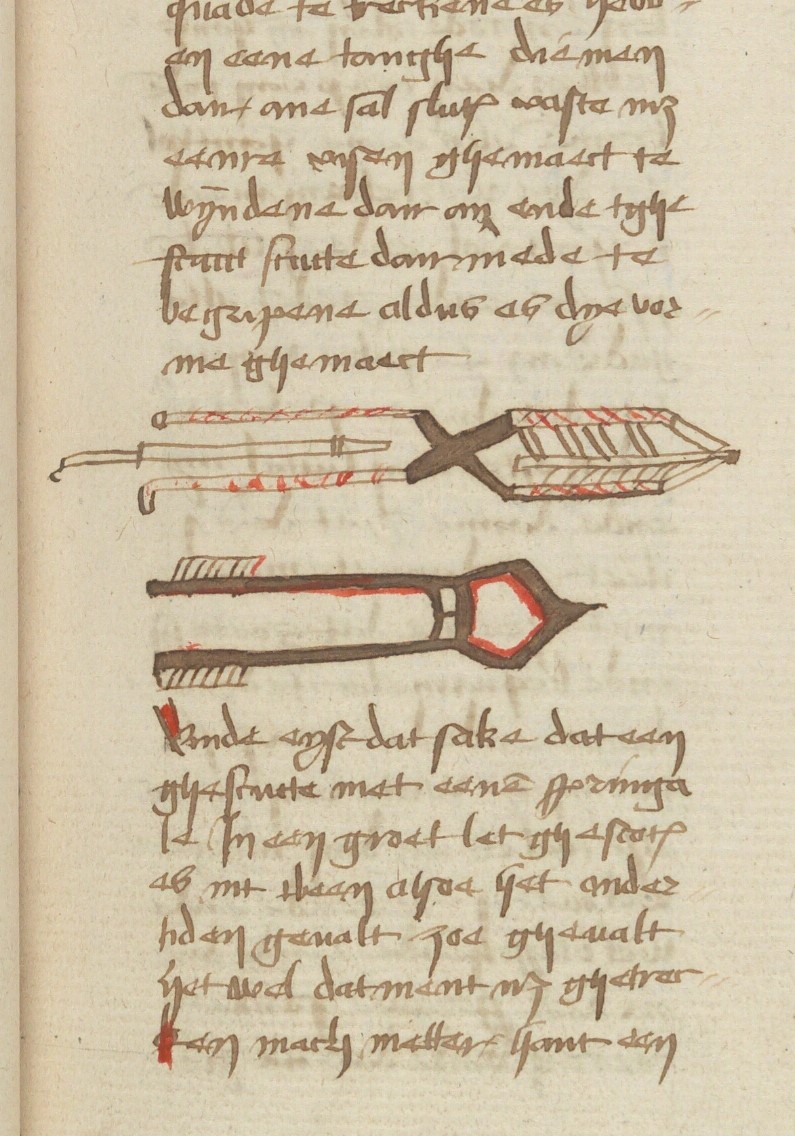
Fragment uit de Cyrurgie. De tekeningen tonen aan hoe ijverig Yperman te werk ging in het verzamelen van informatie.

Het geschrift Cyrurgie getuigt van Ypermans kritische en op beproefde ervaring vertrouwende geest. Na zijn medische opleiding, wellicht te Parijs, oefende Yperman het beroep van chirurgijn uit te Ieper. Uit zijn ervaringen als chirurgijn putte hij ongetwijfeld inspiratie voor zijn Cyrurgie. Archivalisch verdwijnt Ypermans spoor te Ieper omstreeks 1330. In zijn Cyrurgie vermeldt hij als laatste gedateerde verwijzing naar zijn praktijk een ziektegeval uit het jaar 1328. Het is dus mogelijk dat hij kort na het voltooien van zijn Cyrurgie, ca. 1330, gestorven is.
Naast de tekst van Ypermans Cyrurgie bevat handschrift 1273 nog vele andere geneeskundige en andere wetenschappelijke informatie. Kort samengevat bestaat het volledige manuscript uit de volgende onderdelen:
- Cyrurgie van Jan Yperman
- Recepten voor pleisters
- Urinetraktaat
- De Doodstekens
- Traktaat over coitus
- Astrologische geneeskunde
- Astrologische teksten
- Gezondheidsleer
- vanden medicinen te gevenen bij tyde
- Wijnrecepten